# Dergačëvskij rajon
Il Dergačëvskij rajon (in russo Дергачёвский район?) è un rajon dell'Oblast' di Saratov, nella Russia europea; il suo capoluogo è Dergači.